# Sarah Toscano
Sarah Toscano (født 9. januar 2006 i Vigevano) er en italiensk singer-songwriter.

## Diskografi
- 2022 – Riflesso
- 2024 – Sarah